# William Harridge
William Harridge (né à Chicago, Illinois, États-Unis le 16 octobre 1883 - mort à Evanston, Illinois, États-Unis le 9 avril 1971) fut le président de la Ligue américaine de baseball entre 1931 et 1958.
Le trophée remis depuis 1969 au club gagnant de la Série de championnat de la Ligue américaine de baseball a été nommé Trophée William Harridge en son honneur.
Avant de devenir lui-même président de la ligue, Harridge fut le secrétaire personnel du président Ban Johnson de 1911 à 1927.
En tant que président, il usa de son influence pour convaincre les propriétaires d'équipes de disputer un match intra-ligue spécial à la mi-saison, ce qui devint le Match des étoiles, une classique instituée en 1933.
Will Harridge fut élu à titre posthume au Temple de la renommée du baseball en 1972.